# 2010年亚洲运动会阿拉伯联合酋长国代表团
2010年亚洲运动会阿拉伯联合酋长国代表团一共有93名运动员参赛，男选手77名，女选手16名。
奖牌榜：
| 名次 | 代表团 | 金牌 | 银牌 | 铜牌 | 总数 |
| ---- | ------ | ---- | ---- | ---- | ---- |
| 30   | 阿联酋 | 0    | 4    | 1    | 5    |

## 奖牌获得者

### 银牌
1. 阿联酋男子足球队：足球 - 男子
2. 马克图姆-谢哈-拉蒂法：马术 - 场地障碍个人赛
3. 拉蒂法马吉德杰奈比拉希德：马术 - 场地障碍团体赛
4. 谢赫-朱马-达勒穆克-马克图姆：射击 - 男子双多向飞碟

### 铜牌
1. 奥马尔-朱马-萨勒法：田径 - 男子200米